# Forest Silence
Forest Silence to węgierski zespół black metal, założony w 1996 roku w Szombathely.

## Muzycy
Obecny skład zespołu
- Winter - wocal

Byli członkowie zespołu
- Nagy Andreas - gitara
- Zoltan Schoenberger - bębny

## Dyskografia
Albumy studyjne
- 2006 - „Philosophy of Winter”

Demo
- 1997 - „The 3rd Winter”
- 2000 - „Winter Circle”
- 2002 - „The Eternal Winter”

EP
- 2010 - „Winter Ritual”